# サンプルCG
サンプルコンピューターグラフィック（サンプルCG）は、通常有償で提供される作品のコンピュータグラフィックの一部を、サンプル（見本）として無料で閲覧できる状態にしたものである。主にウェブサイトに掲載される。サンプルイメージなど、様々な呼称が存在する。

## アダルトゲームのサンプルCG
多くのアダルトゲームの公式ウェブサイト上おいてサンプルCGが公開される。通常サンプルCG専用のWebページが設けられる。キャラクター紹介ページにまとめて掲載していたり、イベントCGとしてまとめてある会社もある。縮小されたサイズの画像が出てきて、それらをクリックすると拡大された画像が別ウィンドウで出てくる場合が多い。また、「アダルトゲーム」という建前上Hシーンの画像も公開されており（一部minoriやNavelの様にHシーンを公開しない会社もある）、会社によって、音声付であったりサンプルシナリオが添えられたりしている場合もあり形態は様々である（ソフ倫の規定により男女の生殖器が露出する画像では、それらにモザイク処理がかけられたり、或いは塗りつぶされたりしている）。ただし、制作年月が古い作品や製作発表して間もない作品だとサンプルCGが掲載されていないことが多い。尚、画像の公開時期は公式ページよりもアダルトゲーム雑誌の方が早い。